# Stanisław Królicki

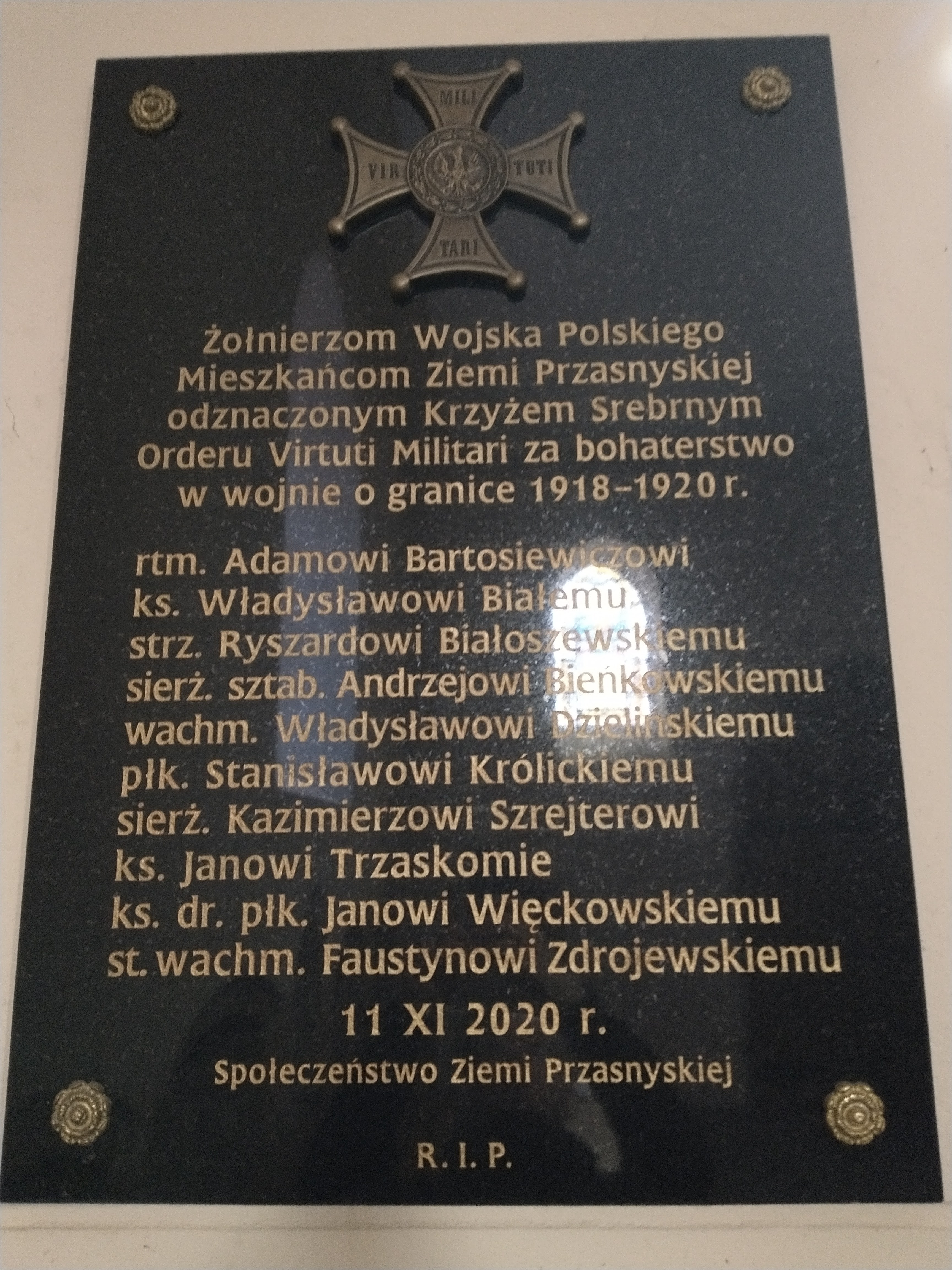
Tablica w kościele Wniebowzięcia NMP w Przasnyszu

Stanisław Królicki (ur. 10 lutego 1893 w Kętach, zm. 28 września 1939 w Modlinie) – pułkownik kawalerii Wojska Polskiego, kawaler Orderu Virtuti Militari.

## Życiorys
Urodził się w rodzinie Antoniego i Rozalii z Gajewskich . Ukończył w Kętach szkołę realną i seminarium nauczycielskie. Przed wybuchem I wojny światowej był członkiem Związku Strzeleckiego, w którym ukończył szkołę podoficerską. Od sierpnia 1914 do lipca 1917 służył w 1. Kompanii Kadrowej, a następnie w 1 pułku ułanów Legionów Polskich. Od 5 lutego do 31 marca 1917 roku był słuchaczem kawaleryjskiego kursu oficerskiego przy 1 pułku ułanów w Ostrołęce. Kurs ukończył z wynikiem dostatecznym. Posiadał wówczas stopień wachmistrza. Po kryzysie przysięgowym internowany w obozie w Szczypiornie, a następnie jako obywatel austriacki przeniesiony do obozu w Marmarosz Sziget i powołany do armii austriackiej. W 1917 roku po ukończeniu szkoły oficerskiej skierowany na front włoski. 
Od 11 listopada 1918 służył w odrodzonym Wojsku Polskim kolejno: do czerwca 1927 w szeregach 11 pułku ułanów na stanowisku dowódcy szwadronu. 31 lipca 1927 roku został przeniesiony do 19 pułku ułanów Wołyńskich w Ostrogu na stanowisko dowódcy szwadronu. 12 kwietnia 1927 roku został awansowany do stopnia majora ze starszeństwem z dniem 1 stycznia 1927 roku i 6. lokatą w korpusie oficerów kawalerii. W czerwcu tego roku został wyznaczony na stanowisko kwatermistrz pułku. 6 lipca 1929 roku został przeniesiony do 17 pułku ułanów w Lesznie na stanowisko zastępcy dowódcy pułku. W 1931 roku ukończył kurs dowódców pułków kawalerii w Centrum Wyszkolenia Kawalerii w Grudziądzu. 17 stycznia 1933 roku został awansowany do stopnia podpułkownika ze starszeństwem z dniem 1 stycznia 1933 roku i 5. lokatą w korpusie oficerów kawalerii. W 1934 roku ukończył kurs dowódców pułków piechoty w Centrum Wyszkolenia Piechoty w Rembertowie. W lipcu 1937 roku objął funkcję dowódcy 1 pułku strzelców konnych w Garwolinie. 19 marca 1939 roku awansował do stopnia pułkownika. W lipcu 1939 został przeniesiony na własną prośbę na dowódcę 7 pułku strzelców konnych w Biedrusku. Na jego czele uczestniczył w kampanii wrześniowej w składzie Wielkopolskiej Brygady Kawalerii. 17 września pod Zamościem Kampinoskim został ciężko ranny. Przewieziony do szpitala, zmarł 28 września 1939 roku w Modlinie, gdzie został pochowany. W 1945 roku jego zwłoki zostały ekshumowane i przeniesione na Cmentarz Wojskowy na Powązkach w Warszawie (kwatera C27-3-3).

## Ordery i odznaczenia
- Krzyż Kawalerski Orderu Wojennego Virtuti Militari[3]
- Krzyż Złoty Orderu Wojennego Virtuti Militari nr 161[12]
- Krzyż Srebrny Orderu Wojskowego Virtuti Militari nr 5103 (1922)[13][14][15]
- Krzyż Niepodległości (12 maja 1931)[16][14][15]
- Krzyż Oficerski Orderu Odrodzenia Polski
- Krzyż Kawalerski Orderu Odrodzenia Polski[14][15]
- Krzyż Walecznych (pięciokrotnie, po raz pierwszy 1921)[17][18]
- Złoty Krzyż Zasługi (16 marca 1934)[19]
- Medal Pamiątkowy za Wojnę 1918–1921[14][15]
- Medal Dziesięciolecia Odzyskanej Niepodległości[14][15]
- Srebrny Medal za Długoletnią Służbę[14][15]
- Brązowy Medal za Długoletnią Służbę[14][15]
- Odznaka „Za wierną służbę”[14][15]
- Odznaka pułkowa 1 Pułku Strzelców Konnych
- Order Korony Rumunii (Rumunia)[14][15]
- Medal 10 Rocznicy Wojny Niepodległościowej (Łotwa, 1929)[20][14][15]

## Upamiętnienie
Jego imię nosi Szkoła Podstawowa w Izabelinie, nieopodal którego w kampanii wrześniowej boje toczył 7 pułk strzelców konnych Wielkopolskich. W jego rodzinnym mieście, Kętach jego imieniem nazwano osiedle.